# Hodinci
Hodinci – wieś w Chorwacji, w żupanii karlowackiej, w mieście Ozalj. W 2011 roku liczyła 31 mieszkańców.